# Le Quatrième Roi
Pour plus de détails, voir Fiche technique et Distribution.
Le Quatrième Roi (Il quarto re) est un téléfilm de Noël italien diffusé en 1998, réalisé par Stefano Reali.
Le film suit un jeune apiculteur qui est pris comme guide par les rois mages.

## Synopsis
Alazhar est un simple paysan, apiculteur passionné. Il est impliqué dans le voyage que les Rois mages ont entrepris vers Bethléem. Au long de ce voyage, des embûches, des pièges sont tendus par Satan qui ne veut pas que les trois rois arrivent près du Messie. Alazhar va vivre cette entreprise comme un chemin de connaissance de soi et de progrès personnel. Les trois Rois eux-mêmes ont besoin de l'aide du jeune homme et de ses abeilles.
Les abeilles se transforment merveilleusement en queue de comète derrière l'étoile que les Rois avaient vue : ils peuvent ainsi reprendre leur route.
Mais ce départ de ses abeilles sépare Alazhar de son épouse Izhira, bien avancée dans sa grossesse. A plusieurs reprises, Alazhar essaie de retourner auprès d'elle, mais les pouvoirs magiques des rois l'en détournent. Ensuite c'est de lui-même qu'il protège les rois contre une attaque dans un caravansérail.
Pendant ce temps, Bakir, le propriétaire de la maison qu'occupent Alazhar et Izhira, abuse de sa situation pour faire pression sur l'épouse apparemment abandonnée. Celle-ci préfère la pauvreté à l'infidélité.
Mais les trois Rois se séparent, et chacun va au devant d'aventures dangereuses. Alazhar pour sa part tombe sur un village de lépreux, où on menace de le tenir prisonnier jusqu'à ce qu'il ait contracté la lèpre. Une femme lépreuse essaie de le séduire et se laisse convaincre par sa fidélité à Izhira : elle lui montre alors le chemin de la liberté et est elle-même guérie miraculeusement.
Gaspard assiste à des funérailles en plein désert, et tombe amoureux de la veuve, toute vêtue de noir. Cette dernière l'accueille et semble se prêter à une intimité un peu surprenante juste après un deuil. En fait, elle fait boire à Gaspard un filtre paralysant, lui appliquant sa vengeance envers son mari comme à tous les hommes qui l'ont approchée : une fois endormi, le malheureux séducteur sera déposé dans une citerne où il est censé mourir de faim et de soif. De son côté, Melchior risque de mourir de chaleur dans le désert, et Balthasar d'être enseveli sous un glissement de terrain. Alazhar leur porte secours l'un après l'autre, poussé par ses abeilles à les rejoindre.
A la fin, c'est face à Satan lui-même que Alazhar se retrouve. Il ose affronter le prince des ténèbres, mais c'est par miracle que son épée se fiche en terre entre lui et Satan, et forme une croix qui repousse l'adversaire.
Alazhar est alors récompensé par les rois mages de magnifiques présents, qui lui tournent un peu la tête. Un passant mystérieux l'aide à retrouver sa simplicité et disparaît dès qu'il l'a ainsi aidé. Alazhar découvre ainsi la dernière tentation de Satan dans l'orgueil. Les Rois mages, enfin arrivés devant l'étable où est né le Messie, réunissent une dernière fois leur pouvoirs fantastiques pour faire rentrer Alazhar près de son épouse. Ensuite, ils vivront de la foi, et non plus des pouvoirs magiques qui faisaient leur réussite dans la société. Alazhar retrouve son épouse et son enfant à peine né : il peut reprendre sa vie, fort de ses expériences enrichissantes.

## Fiche technique
- Titre français : Le Quatrième Roi
- Titre original italien : Il quarto re
- Réalisation : Stefano Reali
- Scénario : Iouri Naguibine, Enzo Decaro, Enrico Medioli
- Genre : fantastique, religieux, romantique
- Musique : Ennio et Andrea Morricone
- Production : Guido Lombardo pour Titanus
- Photographie : Gianni Mammolotti
- Format d'image: 16:9
- Montage : Alessandro Lucidi
- Durée : 90 minutes
- Décors : Paolo Benassi
- Costumes : Stefania Rossolini, Lina Nerli Taviani
- Pays de production :  Italie
- Langue originale : italien
- Première diffusion : 5 janvier 1998
- Chaîne de télévision : Canale 5

## Distribution
- Raoul Bova : Alazhar
- Maria Grazia Cucinotta : Izhira
- Daniel Ceccaldi : Melchior
- Joachim Fuchsberger : Balthasar
- Billy Dee Williams : Gaspard
- Bruno Bilotta : Prince des ténèbres
- Anja Kruse : veuve noire
- Giorgio Tirabassi : lépreux
- Anna Rita Del Piano : lépreuse